# Ulf Ekman
Compléments
Converti au catholicisme en 2014.
Ulf Ekman, né le 8 décembre 1950 à Gothenburg, est un pasteur et théologien luthérien puis chrétien évangélique néo-charismatique suédois. Fondateur de la communauté Livets Ord en 1983, il rejoint finalement la pleine communion avec l'Église catholique en 2014.

## Biographie

### Protestantisme

#### Formation
Dans sa jeunesse, Ulf Ekman est membre du parti communiste suédois avant de devenir chrétien. Dès 1970, il étudie l'ethnographie, l'histoire et la théologie à l'Université d'Uppsala puis, en janvier 1979, il est ordonné pasteur au sein de l'Église de Suède. Il devient alors aumônier de son université tout en poursuivant ses études au Rhema Bible Training College de Tulsa, en Oklahoma, aux États-Unis, fondé par Kenneth E. Hagin.

#### Livets Ord
À son retour en Suède en 1983, il quitte l'Église de Suède et fonde Livets Ord, une megachurch chrétienne évangélique néo-charismatique.
Celle-ci connait un grand succès populaire. Son école biblique devient également une référence parmi les évangéliques et serait la plus importante de Scandinavie. Il envoie notamment des missionnaires au Bangladesh, en Russie, en Ukraine, en Arménie, en Azerbaïdjan, en Tadjikistan, en Afghanistan, en Albanie, en Israël et en Inde. La communauté s'impose aussi rapidement comme la plus grande megachurch évangélique de Suède avec 3 300 membres baptisés. 
Partisan d'un christianisme évangélique « orthodoxe » voire littéraliste, il s'oppose vivement à la théologie libérale des luthériens d'une part et à la papauté jugée diabolique d'autre part. Il devient une personnalité très médiatique dans son pays.
En juin 1989, il manifeste notamment contre la visite du pape Jean-Paul II à Stockholm.

### Catholicisme

#### Rapprochement avec le catholicisme
Accusé de sectarisme dans les années 1980 et 1990, il s'ouvre à d'autres traditions chrétiennes au début des années 2000. 
Il se consacre alors au développement international de son Église et travaille d'abord en collaboration avec la communauté ukrainienne évangélique nommée « Église Nouvelle Génération ». Avec son épouse Birgitta, il s'en va vivre trois ans en Terre sainte, où il découvre des Églises orthodoxes et surtout l'Église catholique. Il y apprend le dialogue œcuménique, qu'il avait combattu. Au fil du temps, il délaisse ses préjugés sur l'Église catholique et se rapproche finalement des catholiques charismatiques et de leur doctrine.

#### Conversion
Le 3 mars 2013, soit trente ans après la fondation de son Église, il démissionne de sa fonction de pasteur principal. Lui succède alors Joakim Lundqvist, le plus jeune pasteur de la communauté.
Le 9 mars 2014, soit cinq mois après son fils aîné, il annonce son intention, ainsi que celle de son épouse, de rejoindre la pleine communion avec l'Église catholique. Le 9 avril suivant, il est reçu par le pape François, sur la place Saint-Pierre, au Vatican.
Il suit alors un enseignement catéchétique jusqu'à sa réception officielle au sein de l'Église catholique en mai 2014, puis intègre la paroisse Saint-Lars d'Upsal en tant que fidèle.

## Critiques
En novembre 2015, Ekman a été critiqué dans un épisode télévisé de Uppdrag granskning, notamment pour son exigence d’être payé en comptant lors de ses interventions dans des églises, une culture du silence refusant toute critique et son insistance sur de multiples offrandes, en plus de la dîme.